# Maxim Magnus
Maxim Magnus (ca. 1998) is een Belgisch model.

## Levensloop
Magnus werd geboren als jongen. Rond haar 14 à 15 jaar werd ze zich bewust van haar genderdysforie. Op 8 juni 2016 - op 18-jarige leeftijd - onderging ze een geslachtsverandering in het Universitair Ziekenhuis Gent. In 2017 debuteerde ze op de Londense modeweek. Voorts deed ze onder andere campagnes voor Gucci en Nike. In 2018 liep ze onder meer mee in de show van Alessandra Rich te Parijs.
Ze groeide op in Schilde, maar verhuisde later naar Londen om er modecommunicatie te studeren.